# Патрісіо Айлвін
Патрісіо Айлвін Асо́кар (ісп. Patricio Aylwin Azócar; 26 листопада 1918, Вінья-дель-Мар, Чилі — 19 квітня 2016) — чилійський політик, перший демократично обраний президент Чилі після періоду диктатури Піночета.

## Біографія
Патрісіо Айлвін народився в кінці 1918 року в передмісті великого міста Вальпараїсо, був старшою дитиною серед п'яти дітей своїх батьків.
У 1943 році він закінчив Чилійський університет за фахом юрист. Займався викладацькою діяльністю в Папському Католицькому університеті Чилі Сантьяго. У цей час він став одним із засновників найбільшої в Чилі Християнсько-демократичної партії. У 1950 — 1970-ті роки неодноразово обирався головою Християнсько-демократичної партії.
З 1965 сенатор, у 1971—1973 голова сенату. В цю епоху і відбулося захоплення влади в Чилі генералом Аугусто Піночетом. Національний Конгрес Чилі був розпущений, всі партії в країні заборонені. З 1980 року Патрісіо Эйлвин очолив боротьбу опозиції за демократичні вибори в країні.
У 1988 році ХДП створила спільно з Соціалістичною партією Чилі та іншими партіями Коаліцію партій за демократію (ККД), яка на виборах 1989 року висунула Эйлвина кандидатом у президенти. Эйлвин переміг, набравши 55 % голосів і став першим демократично обраним президентом Чилі після диктатури Піночета.
На наступних виборах в 1993 році ККД висунула кандидатом у президенти Едуардо Фрея.